# ジョン・ランドストラム
ジョン・ランドストラム（John Lundstram、1994年2月18日 - ）は、イングランド・リヴァプール出身のプロサッカー選手。トラブゾンスポル所属。ポジションはMF。

## 経歴

### クラブ
地元クラブのエヴァートンFCで育成され、2011年6月にクラブと最初のプロ契約を結んだ。2014年7月22日に開催されたプレシーズンマッチのトレンメア・ローヴァーズFC戦でトップチームデビュー。
その後はトップチームでの出番はなく、下位クラブへのレンタル移籍を繰り返した。2014-15シーズン終了後、契約満了によりエヴァートンを退団。トップチームの公式戦に出場することは遂に無かった。
2015年8月13日、リーグ2のオックスフォード・ユナイテッドFCに加入。オックスフォード・ユナイテッドではすぐにレギュラーに定着し、リーグ2優勝とリーグ1昇格に大きく貢献した。
2017年7月、チャンピオンシップに昇格したシェフィールド・ユナイテッドFCに移籍。
2021年7月5日、レンジャーズFCと3年契約を結んだ。
2024年7月25日、トラブゾンスポルに3年契約で移籍。

### 代表
ユース年代のイングランド代表歴がある。

## タイトル
ドンカスター
- フットボールリーグ1: 2012–13

レンジャーズ
- スコティッシュカップ: 2021-22
- スコティッシュリーグカップ: 2023-24